# Kazım Ayvaz
Kazım Ayvaz (ur. 10 marca 1938 w Rize, zm. 19 stycznia 2020 w Helsingborgu) – turecki zapaśnik. Złoty medalista olimpijski z Tokio.
Walczył w obu stylach. Zawody w 1964 były jego drugimi igrzyskami olimpijskimi, triumfował w wadze lekkiej w stylu klasycznym. Brał udział w igrzyskach w 1960 i 1968. W stylu klasycznym w 1958 i 1962 sięgnął po złoto mistrzostw globu. Czwarty na mistrzostwach Europy (1966. Karierę sportową zakończył w 1969, zamieszkał w Szwecji.